# Druivenbier
Druivenbier was een Belgisch bier. Het werd gebrouwen door Microbrouwerij Paeleman te Wetteren.
Druivenbier was een fruitbier op basis van druiven met een alcoholpercentage van 6%. Per 100 liter bier werd 30 kilogram Dornfelderdruiven toegevoegd en dit fruit blijft zes maanden op het bier gelagerd alvorens het bier gebotteld werd.
Het bier wordt niet meer gebrouwen.